# Wot Galih
Wot Galih is een bestuurslaag in het regentschap Pasuruan van de provincie Oost-Java, Indonesië. Wot Galih telt 3471 inwoners (volkstelling 2010).